# Афанасьев, Степан Ильич
Степан Ильич Афанасьев — советский государственный хозяйственный и партийный деятель.

## Биография
Родился 26 декабря 1899 года в деревне Дьяково, ныне Осташевского района, Московской области. В 1934 году окончил Московский Авиационный институт по специальности «инженер-конструктор».

### Хозяйственная и партийная работа
- с 1915-го по 1918 год работал учеником слесаря на заводе «Дуке»;
- с 1919-го по 1922 год служил в Рабоче-крестьянской Красной Армии. Участник Гражданской войны.
- 1922-го по 1924 год работал на Московском заводе «Ремвоздух»: слесарь, сборщик, секретарь партбюро завода.
- с 1928-го по 1938 год — в Центральном аэрогидродинамическом институте имени Профессора Н. Е. Жуковского: слесарь, техник, инженер, начальник отдела, заместитель начальника ЦАГИ.
- с 1938-го по 1948 год — на партийной работе: Первый секретарь Бауманского, затем — Ленинградского райкомов КПСС города Москвы; секретарь Московского Городского комитета КПСС, первый секретарь Куйбышевского Городского комитета КПСС; заведующий авиационным сектором, заведующий отделом ЦК КПСС.
- с 1948-го по 1952 год — заместитель Министра авиационной промышленности по кадрам.
- с 1952-го и до конца жизни являлся начальником Московского комплекса ЦАГИ — филиала Центрального аэрогидродинамического института имени профессора Н. Е. Жуковского.

Избирался Депутатом Московского Совета депутатов трудящихся, Бауманского районного совета депутатов трудящихся.
Делегат XVIII съезда ВКП(б).
Умер в Москве в 1959 году.